# Albion (Idaho)
Albion város az USA Idaho államában, Cassia megyében. Lakosainak száma 234 fő (2020. április 1.).

## Népesség
A település népességének változása:

| 2010 | 267 |
| 2020 | 234 |